# Voldemārs Veiss
Voldemārs Veiss (německy Waldemar Weiss, narozen 7. listopadu 1899 v Rize, zemřel 17. dubna 1944 v Rize) byl podplukovník lotyšské armády, během druhé světové války standartenführer 19. granátnické divize SS (2. lotyšské) a první lotyšský nositel Rytířského kříže Železného kříže.

## Mládí
Narodil se v Rize v rodině pobaltských Němců. V roce 1918 absolvoval Rižskou městskou reálnou školu. Dne 26. prosince 1918 dobrovolně vstoupil do studentské roty lotyšské zeměbrany. V řadách zeměbrany se zúčastnil v letech 1919 – 1920 Lotyšské osvobozenecké války. V květnu 1919 byl povýšen na poručíka. Bojoval také proti bolševickým partyzánům. V roce 1920 mu byla udělena hodnost nadporučíka. 

## Meziválečné Lotyšsko
Jeho rodina se rozhodla zůstat v Lotyšsku, proto Veiss přijal lotyšskou národnost. Po válce se stal členem lotyšské armády, kde se jeho kariéra vyvíjela takto:
- V roce 1922 absolvoval kurzy pro velitele a poté sloužil u 7. pěšího pluku 3. latgaleské pěší divize (lotyšsky Latgales kājnieku divīzija).
- V roce 1931 byl převelen na hlavní velitelství lotyšské armády, kde se později stal pobočníkem velitele lotyšské armády.
- V roce 1934 mu byla udělena hodnost podplukovníka.
- V roce 1936 vedl oddělení pro mobilizační plány.
- V roce 1937 absolvoval Vyšší vojenskou školu.
- V letech 1937 až 1938 velel praporu 3. jelgavského pěšího pluku 1. kurezemeské pěší divize (lotyšsky Kurzemes kājnieku divīzija).
- V roce 1939 se stal lotyšským vojenským přidělencem v Estonsku a Finsku a od ledna 1940 pouze v Estonsku.

## V okupovaném Lotyšsku
Po vstupu sovětských vojsk do Lotyšska a připojení Lotyšska jako sovětské republiky k SSSR byl v srpnu 1940 propuštěn z lotyšské armády, která se stala součástí Rudé armády. V roce 1941 žil v Rize, kde pracoval jako účetní. V sovětském Lotyšsku byl sledován NKVD.
Po napadení SSSR nacistickým Německem se zapojil do odboje proti sovětské moci. Od 7. července 1941 byl vedoucím lotyšských sebeobranných oddílů a od 20. července do prosince 1941 byl velitelem lotyšské pomocné policie v Rize. V lotyšské okupační správě jmenované Němci zastával funkci ředitele vnitřní bezpečnosti a byl hlavním organizátorem náboru do lotyšských policejních praporů. Jím naverbovaní dobrovolníci na jeho výzvu zahájili čistku země od komunistů, představitelů sovětské moci a Židů.  

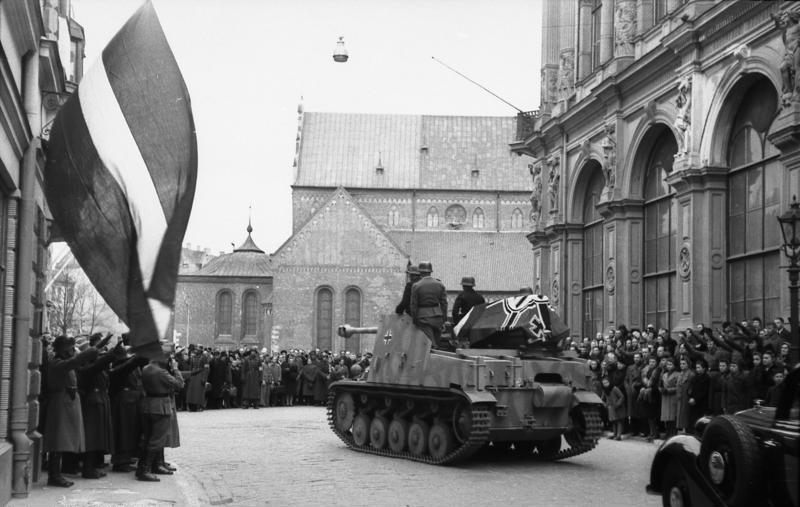
Pohřeb Voldemārse Veisse 21. dubna 1944 v okupované Rize.

V roce 1942 se v rámci policejního praporu účastnil operací proti partyzánům. Jako velitel 281. praporu lotyšské pomocné policie se zúčastnil operace proti sovětským partyzánům s krycím názvem Zimní kouzlo, ve které bylo spácháno velké množství válečných zločinů.  
Dne 1. dubna 1943 byl jmenován velitelem 1. pluku lotyšské legie, která se účastnila obléhání Leningradu. Později vstoupil do nově formované 19. granátnické divize SS (2. lotyšské), kde velel 42. pluku. Tento pluk byl zformován z policejních praporů s bojovými zkušenostmi. Zpočátku byl znám jako 1. lotyšský dobrovolnický pluk SS (německy SS-Freiwillige Regiment lettische 1). Pluk byl nasazen ve Volchovských močálech.
V září 1943 byl vyznamenán železným křížem 1. třídy za své činy v bojích u města Volchov. V říjnu 1943 byl povýšen do hodnosti Standartenführer.  
Dne 15. ledna 1944 byla pod jeho velením vytvořena bojová skupina Veiss, která měla rozkaz udržet ústupové trasy proti útokům Rudé armády. Za hájení obranných postavení obdržel dne 9. února 1944 Rytířský kříž Železného kříže. Osobně vedl protiútoky k uhájení obranných postavení pluku.
Během bojů s Rudou armádou dne 7. dubna 1944 byl zraněn zbloudilým granátem. Dne 8. dubna 1944 byl letecky evakuován do nemocnice do Rigy, kde po zhoršení zdravotního stavu dne 17. dubna 1944 ve 3 hodiny ráno zemřel. Dne 21. dubna 1941 byl po pompézním obřadu pohřben na vojenském hřbitově v Rize.
V březnu 1945 byl na jeho počest přejmenován 42. granátnický pluk 19. granátnické divize SS (2. lotyšské) na 42. pluk Voldemārse Veisse.